# Naum Gabo

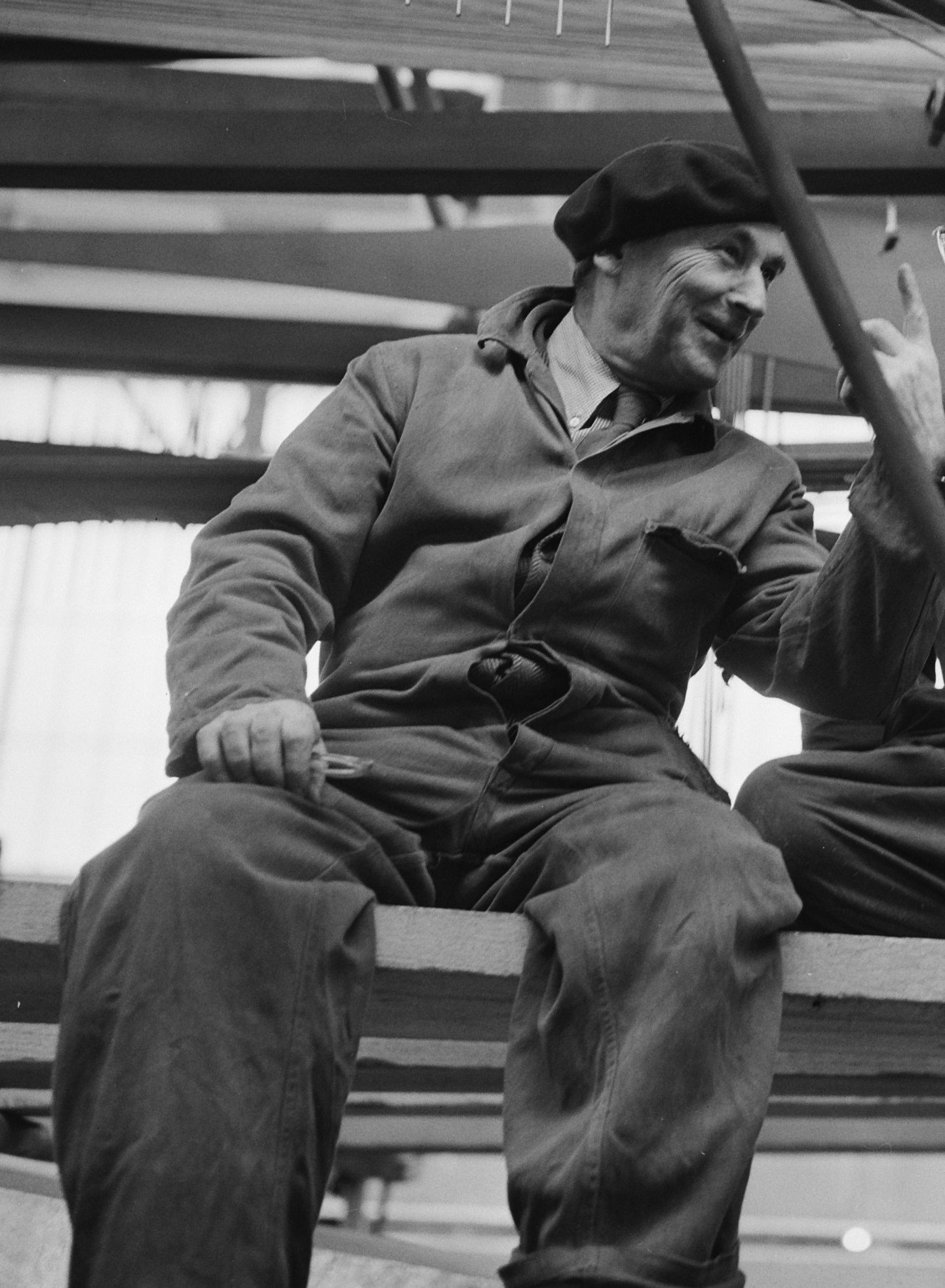
Naum Gabo (1957)

Naum Gabo (geboren als russisch Наум Абрамович Певснер Naum Abramowitsch Pewsner; * 5. August 1890 in Brjansk, Russisches Kaiserreich; † 23. August 1977 in Waterbury, Connecticut, USA) war ein russischer Bildhauer des Konstruktivismus, der sich aber auch als Maler, Architekt und Designer betätigte.

## Familie und Herkunft
Naum Gabo war das sechste der sieben Kinder des jüdischen Ehepaares Boris Pewsner, Besitzer einer Metallfabrik, und Agrippina-Fanny Pewsner (geb. Oserski). Im religiösen Sinne hatte aber seine russisch-orthodoxe Amme mehr Einfluss auf Gabo. Der ältere Bruder Antoine Pevsner war ebenfalls Künstler. Mit ihm verband ihn zuerst ein intensiver, künstlerischer Austausch, später traten beide mehr und mehr in Konkurrenz zueinander. Sein jüngerer Bruder Alexei Pevsner veröffentlichte mehrere kunstgeschichtliche Publikationen, auch über seine Brüder. Von 1936 bis 1959 hatte Gabo keinen Kontakt zu seiner Familie in der Sowjetunion. Erst 1962 besuchte er seine dort lebenden Geschwister wieder.
Seit 1937 war er mit der amerikanischen Malerin Miriam Pevsner (geb. Israels), Großnichte des Malers Jozef Israëls verheiratet. Am 20. Mai 1941 kam die gemeinsame Tochter Nina-Serafima zur Welt.

## Leben

### Kindheit
Naum Gabo wuchs in Brjansk auf. Dort soll er nach eigenen Angaben schon die ersten bildhauerischen Versuche unternommen haben. Ab 1904 ging Gabo in Tomsk zur Schule, nachdem er in Brjansk wegen eines Spottgedichts auf seinen Rektor der Schule verwiesen wurde. Dort erlebte er die Niederschlagung der Russischen Revolution 1905 mit. Er wurde von seinen Eltern wieder nach Brjansk geholt, dort aber im Alter von 17 Jahren wegen der Verbreitung von sozialistischen Schriften an Arbeiter verhaftet. Er kam durch seinen einflussreichen Vater wieder frei, musste aber in Kursk seine Schulausbildung weiterführen und schloss diese mit einer Belobigung seiner Leistungen in Literatur und kreativem Schreiben ab.

### Studium in Deutschland (1910–1914)
Er begann ein Medizinstudium in Deutschland. Nach zwei Monaten in Berlin schrieb er sich in der Universität München ein. Hier begegnete er Kandinsky. Bald wechselte er aber von dem ungeliebten Studium zu naturwissenschaftlichen Fächern und schrieb sich letztendlich in der Technischen Universität München für Hochbau ein. Aber auch Vorlesungen der Philosophie und der Kunstgeschichte, unter anderem auch bei Heinrich Wölfflin, besuchte er.
1913 reiste er per pedes nach Norditalien, empfand die Kunst dort „tot und nicht mehr zeitgemäß“, und der Wunsch nach einem neuen Verständnis von Skulptur reifte in ihm heran. Bei Ausbruch des Ersten Weltkrieges floh er mit seinem Bruder Alexei nach Dänemark und dann nach Oslo.

### Die ersten Konstruktionen (1914–1917)
In Oslo lebte er vom Geld seiner Eltern und fand die Zeit und Ruhe, seine künstlerischen Vorstellungen zu präzisieren. Es entstanden seine ersten Konstruktionen (Konstruktiver Kopf Nr. 1 und Nr. 2, Torso, Kopf in einer Nische), bei denen nur durch aneinander gefügte Flächen das Volumen der Skulptur gebildet wurde.

### Künstlerische Karriere

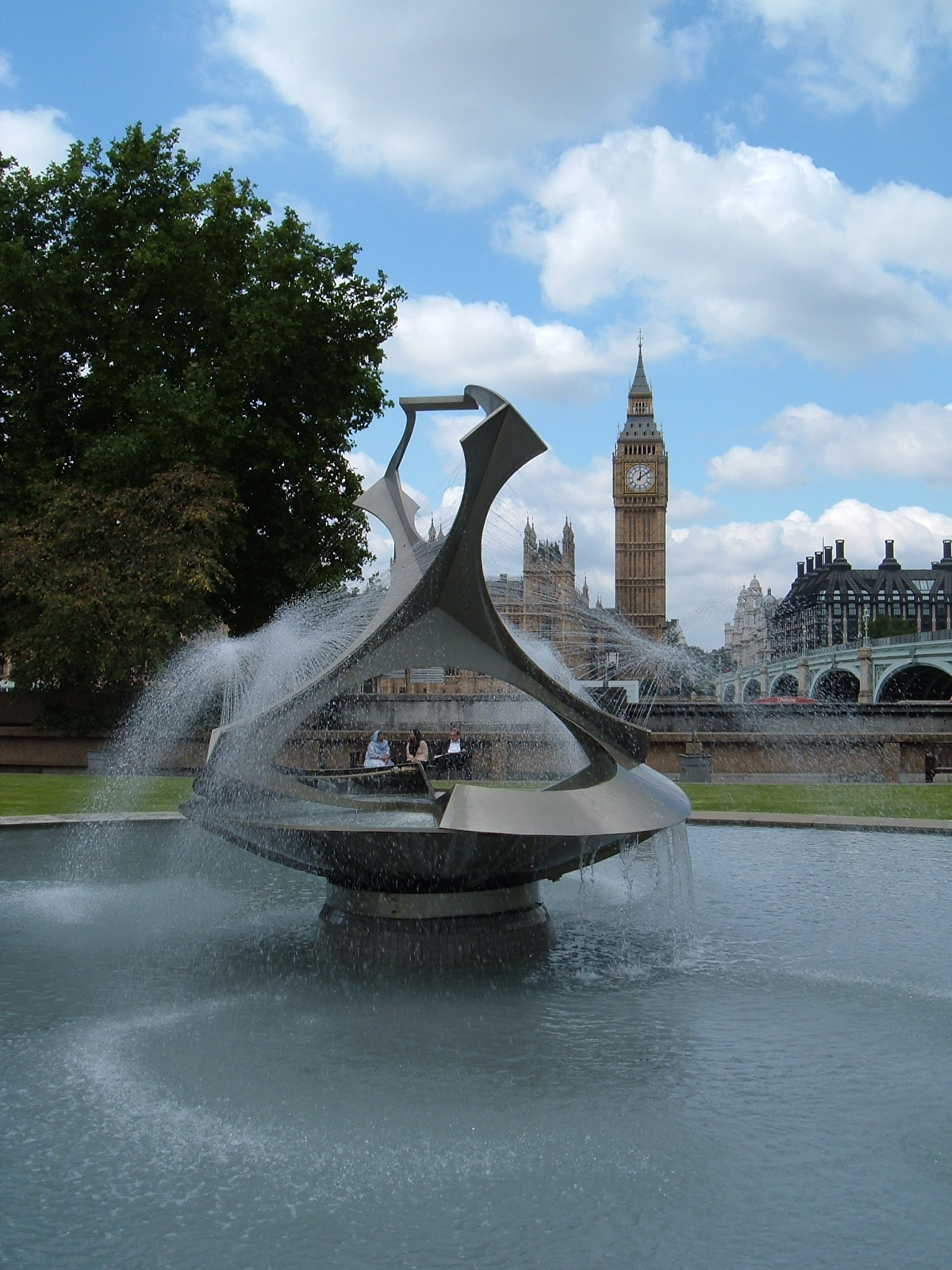
Fontänenskulptur von Naum Gabo in London

Er war ein Mitglied der konstruktivistischen Bewegung der Kunst in Russland. Er änderte seinen Namen, um Verwechslungen mit seinem Bruder Antoine Pevsner zu vermeiden. Nachdem er in München und Norwegen gelebt hatte, kehrte er nach Ende der Oktoberrevolution nach Russland zurück. 1920 veröffentlichten er und sein Bruder Antoine das Realistische Manifest, das die Entwicklung der Bildhauerei entscheidend beeinflussen sollte. Die Erste Russische Kunstausstellung Berlin 1922 zeigte eine ganze Reihe seiner Skulpturen Konstruktiver Kopf Nr. 2 (1915), Konstruktiver Kopf Nr. 3 (1916), Konstruktiver Torso, Raumkonstruktion A., Raumkonstruktion B., Raumkonstruktion C. (Model einer Glas-Plastik), Relief encreux, Kinetische Konstruktion (Zeit als neues Element der Plastischen Künste). Seine Werke revolutionierten die Skulptur als solche dadurch, dass sie nicht mehr „Plastik als Masse“ waren, sondern Konstruktionen. Das System der Plastik Gabos beruht auf den diagonal gekreuzten Flächen einer Grundform als räumlicher Konstruktion. Der Raum wird dabei als Tiefe betrachtet. Bezeichnend ist, dass die Konstruktionen Gabos nicht nur die Statik, sondern auch die Dynamik realisieren, um so auch „die Zeit“ als neues Element in der Kunst zu verwenden.
Da seine Kunstauffassung mit den kommunistischen Richtlinien nicht zu vereinbaren war, zog er 1922 über Berlin, wo er mit dem alten deutschen Künstler Adolf Oberländer Bekanntschaft schloss, Paris (1924), New York (1926) nach Boston, wo er an der Harvard University Architektur lehrte.
Im Jahr 1931 war er zusammen mit Theo van Doesburg, Antoine Pevsner, Auguste Herbin und Georges Vantongerloo Gründungsmitglied der Künstlerbewegung Abstraction-Création in Paris. 1937 wurden in der Nazi-Aktion „Entartete Kunst“ aus dem Provinzial-Museum Hannover drei Zeichnungen Gabos beschlagnahmt und vernichtet.
Naum Gabo war Teilnehmer der documenta 1 (1955) und der documenta II (1959) in Kassel.

## Ehrungen
1965 wurde Gabo in die American Academy of Arts and Letters und 1969 in die American Academy of Arts and Sciences gewählt.

## Zitat
- „Bis jetzt haben die Bildhauer der Masse den Vorzug gegeben und einer so wichtigen Komponente von Masse wie dem Raum wenig oder gar keine Aufmerksamkeit geschenkt … wir betrachten ihn als absolutes skulpturales Element“.

## Bildliche Darstellung Gabos
- Yousuf Karsh: Naum Gabo (Fotografie, 1966)[6]